# Руй Жорже
Руй Жо́рже де Со́уза Ди́аш Масе́ду де Оливе́йра (порт. Rui Jorge de Sousa Dias Macedo de Oliveira; род. 27 марта 1973, Вила-Нова-ди-Гая), более известный как Руй Жорже — португальский футболист и футбольный тренер. Участник кубка мира в 2002 году, двух чемпионатов Европы 2000 и 2004 годов и Олимпийских игр 1996 года. В настоящее время — главный тренер молодёжной сборной Португалии.

## Клубная карьера
Свою карьеру Руй Жорже начал в 1981 году в молодёжной команде «Порту». В 1991 году «Порту» отдал футболиста в аренду в «Риу Аве», где защитник провёл целый сезон, сыграл 31 матч и забил два гола.
После возвращения в «Порту» Руй Жорже дебютировал в Португальской лиге — 14 февраля 1993 года Жорже вышел на замену на 83 минуте в матче против «Тирсенсе». Оба своих гола в составе «Порту» Жорже забил в одной игре сезона 1995/96 в матче 12-го тура против «Маритиму». Защитник оформил дубль в той игре и помог своей команде одержать победу со счётом 6:0.
За шесть лет в составе «Порту» Руй Жорже выиграл пять титулов чемпиона Португалии и три кубка Португалии.
В 1998 году Руй Жорже перешёл в лиссабонский «Спортинг». Первый гол за «Спортинг» Жорже забил в 15 туре чемпионата в матче против «Браги». За пять сезонов в «Спортинге» Жорже завоевал ещё два чемпионских титула и стал обладателем кубка Португалии в 2002 году. В 2005 году Руй перешёл в «Белененсиш», и через год завершил карьеру футболиста.
После окончания карьеры Руй Жорже работал с молодёжным составом «Белененсиша». В мае 2009 года после увольнения Жайми Пашеку Жорже стал главным тренером «Белененсиша» на последние две игры чемпионата, а по окончании турнира вернулся в молодёжную команду.
19 ноября Руй Жорже был назначен главным тренером молодёжной сборной Португалии в возрасте до 21 года.

## Международная карьера
Дебют Руя Жорже за сборную Португалии состоялся 20 апреля 1994 года в матче против сборной Норвегии. Матч завершился со счётом 0:0.

## Достижения
- Чемпионат Португалии (7): 1992/93, 1994/95, 1995/96, 1996/97, 1997/98, 1999/2000, 2001/02
- Кубок Португалии (4): 1990/91, 1993/94, 1997/98, 2001/02
- Суперкубок Португалии (6): 1991, 1994, 1995, 1997, 2001, 2003